# Tankred Dorst
Pour les articles homonymes, voir Dorst.
Compléments
Tankred Dorst, né le 19 décembre 1925 à Sonneberg (Thuringe) et mort le 1er juin 2017 à Berlin, est un écrivain, essayiste, dramaturge et scénariste allemand.  
Il est lauréat du prix E.T.A. Hoffmann en 1996 et du prix européen de littérature en 2008.

## Biographie
Tankred Dorst grandit dans une famille fortunée. Pendant qu'il est au lycée, il est contraint en 1943 par le pouvoir nazi de participer au Reichsarbeitsdienst et, en 1944, il doit intégrer les rangs de la Wehrmacht. Après un court entraînement, il est envoyé comme un soldat sur le front de l'Ouest, mais est peu après fait prisonnier. Jusqu'à la fin de la Seconde Guerre mondiale, il est détenu dans des camps de prisonniers en Angleterre et aux États-Unis. Quand il a été libéré, à la fin de 1947, il retourne dans sa ville natale désormais incluse dans la zone d'occupation soviétique. Presque toute sa famille, a fui en Allemagne de l'Ouest.
Le jeune Tankred retourne au lycée progressivement et, pendant les années 1950 termine des études de littérature allemande et d'histoire de l'art. En 1951, il déménage à Munich, où il étudie les arts de la scène jusqu'en 1959. Il acquiert une expérience pratique de la dramaturgie en travaillant dans un théâtre de marionnettes, pour lequel il écrit six pièces.
Ses premières grandes pièces, Virage (Die Kurve - Ein Farce) et La Grande Imprécation devant les murs de la ville (Große Schmährede an der Stadtmauer) appartiennent au début des années 1960 et sont montées avec succès à Lübeck et Mannheim. Dorst contribue dès cette époque à des adaptations télévisuelles de ses pièces qui sont également produites sur plusieurs scènes internationales.
En 1963, il est élu à l'Académie bavaroise des Beaux-Arts. À partir de 1971, il est membre du PEN Club d'Allemagne. Sur les plateaux de télévision, il rencontre Ursula Ehler qui deviendra sa femme.
Professeur invité en Australie et en Nouvelle-Zélande au début des années 1970, il fonde à son retour, à Munich, en 1973, la première librairie coopérative d'écrivains. En 1978, il est nommé membre de l'Académie allemande 

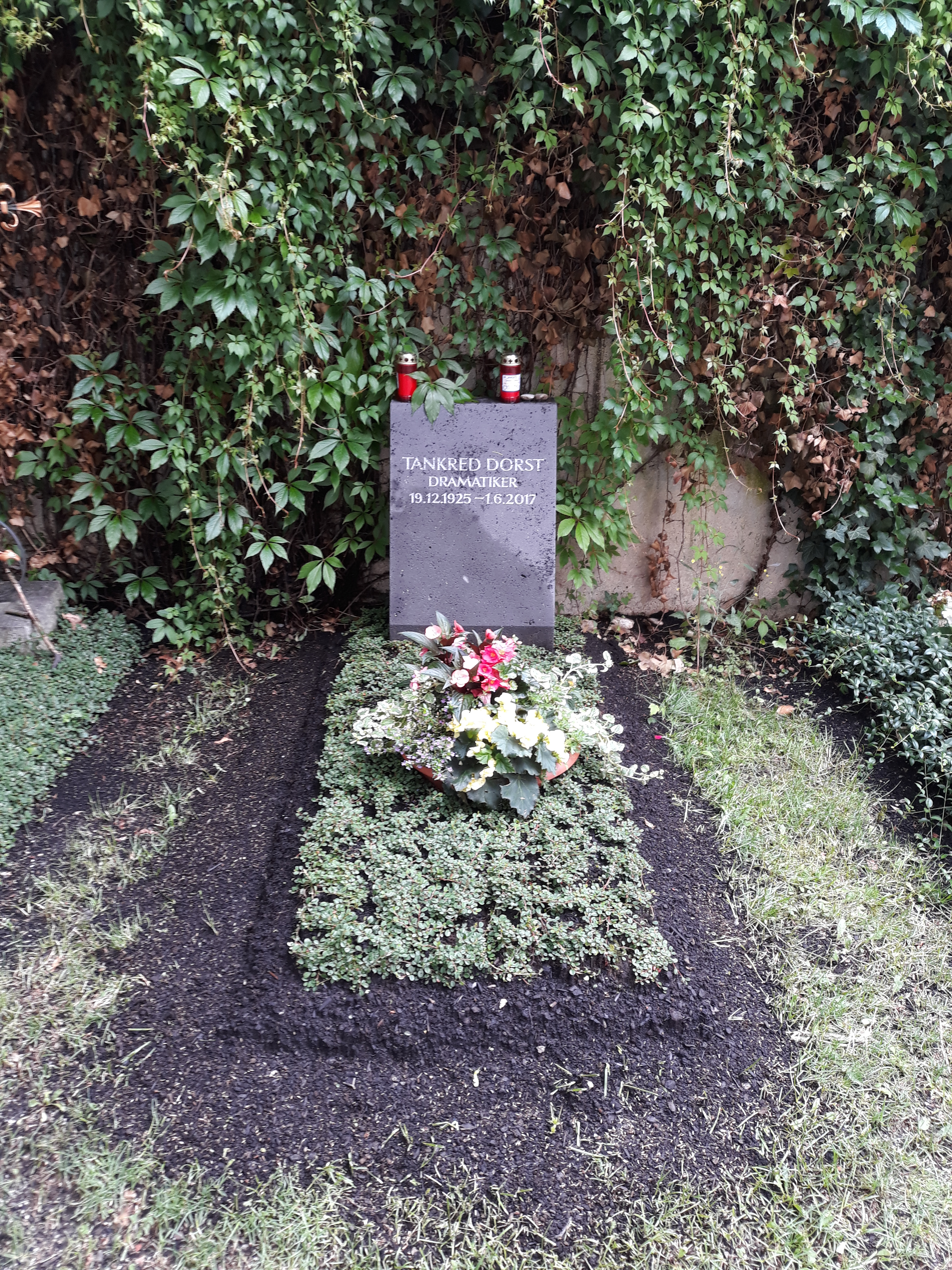
Vue de sa tombe.

En 1986, la pièce Moi, Feuerbach (Ici, Feuerbach) est un gros succès international, tout comme, mais de façon plus modeste Fernando Krapp m'a écrit cette lettre (Fernando Krapp hat mir diesen Brief geschrieben) en 1992. Ces deux pièces lui assurent d'être l'un des auteurs allemands les plus joués de la période d'après-guerre.
Dorst est mort le 1er juin 2017 à l'âge de 91 ans. Il est enterré au cimetière de Bogenhausen à Munich.

## Œuvres

### Théâtre
- Die Kurve - Ein Farce (1960)
- Gesellschaft im Herbst (1960)
- Große Schmährede an der Stadtmauer (1961) Publié en français sous le titre La Grande Imprécation devant les murs de la ville, traduit par Gaston Jung, Paris, L'Arche, 1990  (ISBN 2-85181-255-6) - précédemment publié avec une pièce de Kateb Yacine, par le Théâtre national populaire en 1967
- Die Mohrin (1964)
- Toller (1968)
- Eiszeit (1973)
- Auf dem Chimborazo (1975)
- Goncourt oder Die Abschaffung des Todes (1977)
- Die Villa (1980)
- Merlin oder Das wüste Land (1981) Publié en français sous le titre Merlin ou la terre dévastée, traduit par Hélène Mauler et René Zahnd, Paris, L'Arche, 2005  (ISBN 2-85181-595-4)
- Heinrich oder die Schmerzen der Phantasie (1985)
- Ich, Feuerbach (1986) Publié en français sous le titre Moi, Feuerbach, traduit par Bernard Lortholary, Paris, L'Arche, 1989  (ISBN 2-85181-238-6)
- Der verbotene Garten : Fragmente über D'Annunzio  (1987)
- Parzival (1987)
- Der verbotene Garten (1988)
- Korbes (1988) Publié en français sous le titre Korbes, traduit par Ursula Ehler, Paris, Théâtrales l'association, 1999 (BNF 39512929)
- Grindkopf (1988)
- Karlos (1990)
- Wie im Leben wie im Traum (1990)
- Fernando Krapp hat mir diesen Brief geschrieben (1992) Publié en français sous le titre Fernando Krapp m'a écrit cette lettre, traduit par Bernard Lortholary, Paris, L'Arche, coll. « Scène ouverte », 2000  (ISBN 2-85181-468-0)
- Herr Paul (1994)
- Nach Jerusalem (1994)
- Die Schattenlinie (1995)
- Die Geschichte der Pfeile (1996)
- Die Legende vom armen Heinrich (1997)
- Harrys Kopf (1997)
- Was sollen wir tun (1997)
- Wegen Reichtum geschlossen (1998)
- Große Szene am Fluß (1999)
- Kupsch (2001), monologue
- Die Freude am Leben (2002)
- Othoon (2002)
- Purcells Traum von König Artus (2004), adaptation de King Arthur de Henry Purcell
- Die Wüste (2005), sur Charles de Foucauld
- Ich bin nur vorübergehend hier - Botschaften aus dem Niemandsland (2007)
- Künstler (2008)
- Prosperos Insel (2008)
- Das Blau in der Wand (2016)

### Théâtre pour enfants
- Ameley, der Biber und der König auf dem Dach (1982)
- Wie Dilldapp nach dem Riesen ging (1994)
- Don’t Eat Little Charlie! (2000)
- König Sofus und das Wunderhuhn (2000)

### Romans, essais et autres textes en prose
- Geheimnis der Marionette (1957)
- Auf kleiner Bühne - Versuch mit Marionetten (1959), essais
- Die Bühne ist der absolute Ort (1962), essai
- Dorothea Merz (de) (1976), roman inachevé
- Klaras Mutter(1978), récit
- Mosch (1980)
- Die Reise nach Stettin (1984), roman Publié en français sous le titre Le Voyage à Stettin, Orbey, Éditions Arfuyen, coll. « Cahiers d'Arfuyen » no 180, 2009  (ISBN 978-2-84590-132-2)
- Der nackte Mann (1986)
- Ich will versuchen Kupsch zu beschreiben (2000)
- Die Freude am Leben. Kupsch (2001)
- Merlins Zauber (2001)
- Othoon. Stück und Materialien (2002)
- Glück ist ein vorübergehender Schwächezustand (2009), récit
- Ich soll versuchen den eingebildeten Kranken zu spielen (2010)

## Filmographie

### Au cinéma
- 1970 : Piggies, film allemand réalisé par Peter Zadek, scénario original de Zadek et Tankred Dorst, avec Anton Diffring
- 1973 : La Lettre écarlate, film allemand réalisé par Wim Wenders, scénario de Bernardo Fernández et Wim Wenders, d'après le texte Der Herr klagt über sein Volk in der Wildnis Amerika de Tankred Dorst et Ursula Ehler inspiré du roman La Lettre écarlate de Nathaniel Hawthorne
- 1975 : Eiszeit, film germano-norvégien réalisé par Peter Zadek, scénario de Dorst d'après le roman autobiographique Sur les sentiers où l'herbe repousse (Paa gjengrodde Stier) de Knut Hamsun

### À la télévision
- 1961 : Eine Trompete für Nap, court métrage d'animation allemand réalisé par Alexander Arnz
- 1961 : Die Schelminnen, téléfilm allemand réalisé par Heinz Rosen
- 1961 : Die Kurve, téléfilm allemand réalisé par Peter Zadek, adaptation de la pièce éponyme, avec Klaus Kinski
- 1962 : Krangel ved bymuren, téléfilm norvégien réalisé par Per Bronken, adaptation de La Grande Imprécation devant les murs de la ville (Große Schmährede an der Stadtmauer)
- 1963 : Große Schmährede an der Stadtmauer, téléfilm allemand réalisé par Gerhard Klingenberg, adaptation de la pièce éponyme
- 1964 : Mutka, téléfilm finlandais réalisé par Pauli Virtanen, adaptation de la pièce Die Kurve
- 1964 : Suuri parjauspuhe kaupungin muurilla, téléfilm finlandais réalisé par  Pekka Koskinen et Eugen Terttula, adaptation de la pièce La Grande Imprécation devant les murs de la ville
- 1966 : Der Richter von London, téléfilm allemand réalisé par  Dietrich Haugk, adaptation par Dorst de la pièce Old Fortunatusdu dramaturge élisabéthain Thomas Dekker
- 1967 : Die Mohrin, téléfilm allemand réalisé par Werner Düggelin, adaptation de la pièce éponyme
- 1967 : De bocht, téléfilm belge de langue flamande réalisé par Cas Baas
- 1967 : La gran plegaria ante los muros de la ciudad, téléfilm italien réalisé par Carlos Gortari, adaptation de la pièce La Grande Imprécation devant les murs de la ville
- 1969 : Rotmord, téléfilm allemand réalisé par Peter Zadek, adaptation libre par Zadek et Dorst de la pièce Toller de ce dernier
- 1971 : Der Pott, téléfilm allemand réalisé par Peter Zadek, adaptation par Dorst d'un récit de Peter Zadek
- 1971 : Sand, téléfilm allemand réalisé par Peter Palitzsch, scénario original de Dorst
- 1973 : Kleiner Mann - was nun?, téléfilm allemand réalisé par Peter Zadek, adaptation par Dorst du roman Quoi de neuf, petit homme ? (Kleiner Mann - was nun?) de Hans Fallada

### Divers
- Dans Ingeborg Bachmann - Reise in die Wüste, un film  de 2023 réalisé par Margarethe von Trotta, son personnage est interprété par Marc Limpach (de).

## Récompenses et distinctions
- prix Georg-Büchner
- prix européen de littérature
- ordre du Mérite de l'État-libre de Thuringe
- Schiller-Gedächtnispreis
- Kunst- und Kulturpreis der deutschen Katholiken
- ordre bavarois de Maximilien pour la science et l'art
- prix Samuel-Bogumil-Linde
- Mülheimer Dramatikerpreis
- prix Max-Frisch
- Gerhart Hauptmann prize
- Prix E.T.A. Hoffmann
- grand prix de littérature de l'Académie bavaroise des beaux-arts
- Literaturpreis der Stadt München
- professeur invité de poésie à l'université de Bamberg
- prix Toucan
- médaille Carl-Zuckmayer
- Brüder-Grimm-Poetikprofessur
- prix Adolf-Grimme
- docteur honoris causa de l'université Otto-Friedrich de Bamberg